# Perserkatzen kennt doch keiner
Perserkatzen kennt doch keiner (persisch کسی از گربه های ایرانی خبر نداره, englisch No One Knows About Persian Cats) ist ein iranischer Film aus dem Jahr 2009, bei dem Bahman Ghobadi Regie führte und der von Wild Bunch produziert wurde. Der Film, der in 17 Tagen gedreht wurde, gibt dem Zuschauer eine Einsicht in das Land Iran, während er dessen geheime Rockszene erforscht. Er gewann den Special Jury Prize in der Kategorie Un Certain Regard bei den Internationalen Filmfestspielen von Cannes 2009. In Deutschland wurde der Film zum ersten Mal auf 3sat am 15. Juni 2011 im Original mit deutschen Untertiteln ausgestrahlt. Bahman Ghobadi trug mit diesem Film dazu bei, die aktuelle Situation im Iran zu thematisieren und einem breiteren Publikum öffentlich zugänglich zu machen.

## Handlung
Der Film handelt von den beiden jungen Musikern Ashkan und Negar, die nach ihrer Entlassung aus dem Gefängnis versuchen, eine Band zu gründen, um mit dieser den Iran zu verlassen. Das Paar befreundet sich mit einem Mann namens Nader, einem Untergrund-Musikbegeisterten und Produzenten, der ihnen hilft, durch Teheran und Umgebung zu reisen, um potentielle Mitglieder für ihre Band zu treffen. Der Film zeigt viele rechtliche und kulturelle Probleme von Independent-Musikern und generell der Jugend im konservativen Iran.
Im Film gibt es unter anderem Musik aus den Genres Rap, Jazz, Electric Blues und Heavy Metal. Die in dem Film auftretende Band Take It Easy Hospital lebt heute in London und hat vier Lieder zu dem Film beigetragen.

## Kritik
Torang Abedian, eine iranische Filmemacherin, wirft Ghobadi vor, die Geschichte ihres Films Not an Illusion gestohlen zu haben, der von 2003 bis 2008 in Teheran gedreht wurde – beide Filme kamen im Jahr 2009 heraus, wobei für Abedians Film der Erfolg im Vergleich zu Perserkatzen kennt doch keiner ausblieb.

## Bands und Musiker
- Take It Easy Hospital
- Rana Farhan
- Hichkas
- The Yellow Dogs Band
- Shervin Najafian
- Ash Koosha
- Mirza
- The Free Keys
- Mahdyar Aghajani
- Darkoob
- Hamed Seyed Javadi
- Nik Aein Band

## Rezeption

### Preise
Die erste offizielle Ausstrahlung war bei den Internationalen Filmfestspielen von Cannes 2009, bei denen der Film den Special Jury Prize in der Kategorie Un Certain Regard gewann.
- Filmfestspiele von Cannes:
  - Special Jury Prize (gewonnen)
- Miami International Film Festival:
  - Audience Award (gewonnen)
- São Paulo International Film Festival:
  - Best Foreign-Language Film (gewonnen)
- Tallinn Black Nights Film Festival:
  - FICC Jury Award (gewonnen)
  - Jury Prize for Cinematography (gewonnen)
  - NETPAC Jury Award (gewonnen)
- Tokyo Filmex:
  - Special Jury Prize (gewonnen)